# Gerhard Lauer

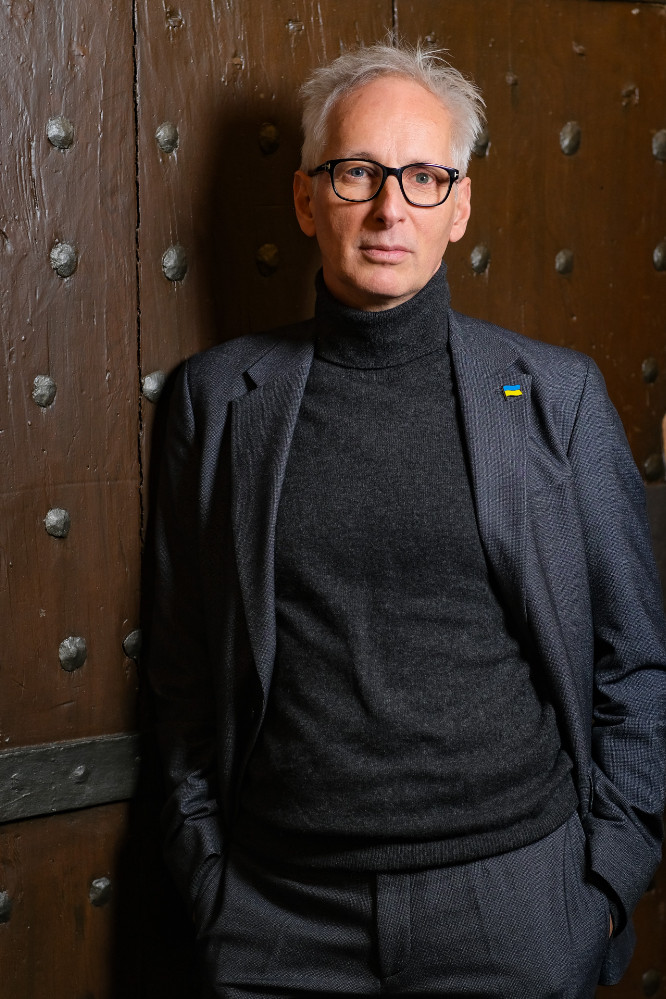
Gerhard Lauer 2023

Gerhard Lauer (* 14. November 1962 in Karlsruhe) ist ein deutscher Literaturwissenschaftler. Er ist Professor für Buchwissenschaft an der Johannes Gutenberg-Universität Mainz.

## Leben
Gerhard Lauer studierte an den Universitäten Saarbrücken, Tübingen und München Germanistik, Philosophie, Deutsch als Fremdsprache, Musikwissenschaft und Judaistik. 1992 schloss er bei Wolfgang Frühwald in München seine Dissertation zur Wissenschaftsgeschichte des Exils ab, im Nebenfach bei Robert Spaemann und Harald Weinrich. 2000 erfolgte die Habilitation mit einer Arbeit zum Judentum und seiner Literatur in der Frühen Neuzeit. 2002 erhielt er einen Ruf auf den Lehrstuhl für Deutsche Philologie an der Universität Göttingen (Nachfolge Wilfried Barner) und war dort ordentlicher Professor. 2017 wurde er als Professor für Digital Humanities an die Universität Basel berufen. 2021 wechselte er an die Universität Mainz, wo er den Gutenberg-Lehrstuhl für Buchwissenschaft mit Schwerpunkten in empirischer Leseforschung und digitaler Buchwissenschaft einnimmt.
Lauer ist Mitglied der Akademie der Wissenschaften zu Göttingen, Mitgründer des Journal of Literary Theory, Mitherausgeber der Zeitschrift Scientific Study of Literature und des Gutenberg-Jahrbuch. Zudem war er Juryvorsitzender des Literaturpreis der Konrad-Adenauer-Stiftung von 2005 bis 2017.

## Veröffentlichungen (in Auswahl)
- Type. Buchdruck in Europa und Asien. Hg. zus. mit Volker Benad-Wagenhoff, Cornelia Schneider, Zvijezdana Cordier. Harrassowitz. Wiesbaden 2025, ISBN 978-3-447-12415-7
- Gutenberg-Jahrbuch 100 Hg. zus. mit Philip Ajouri und Nikolaus Weichselbaumer. Harrassowitz. Wiesbaden 2025. ISBN 978-3-447-18436-6
- Was machen Digitalisierung und Künstliche Intelligenz mit der Psychotherapie?. Hg. zus. mit Bert te Wildt, Robin Schmidt. de Gruyter Oldenbourg. Berlin 2024. ISBN 978-3-111-50872-6
- Gutenberg-Jahrbuch 99. Hg. zus. mit Philip Ajouri, Julia Bangert, Nikolaus Weichselbaumer. Harrassowitz. Wiesbaden 2024. ISBN 978-3-447-18394-9
- Gutenberg-Jahrbuch 98. Hg. zus. mit Philip Ajouri, Julia Bangert, Nikolaus Weichselbaumer. Harrassowitz. Wiesbaden 2023. ISBN 978-3-447-12016-6
- Lesen im digitalen Zeitalter. wbg Academics. Darmstadt 2020. ISBN 978-3-534-26854-2
- Was macht die Digitalisierung mit den Hochschulen. Hg. zus. mit Bert te Wildt, Robin Schmidt, Marko Demantowsky. De Gruyter Oldenbourg. Berlin 2020. ISBN 978-3-11-067322-7
- West-Östliche Wahlverwandtschaften. Hans Bethge und die historischen und ästhetischen Konstellationen um 1900. Hg. zus. mit Yixu Lu. Königshausen & Neumann. Würzburg 2020. ISBN 978-3-8260-6879-9
- Johann Friedrich Blumenbach. Race and Natural History, 1750–1850. Hg. zus. mit Nicolaas Rupke. Routledge. London 2019. ISBN 978-1-138-73842-3
- Wilhelm von Humboldt, Schriften zur Bildung. Hg. und mit einem Nachwort versehen. Reclam, Stuttgart 2017. ISBN 978-3-15-019456-0
- Constantin Brunner im Kontext. Ein Intellektueller zwischen Kaiserreich und Exil. Hg. zusammen mit Irene Aue-Ben-David und Jürgen Stenzel. de Gruyter. Berlin, Jerusalem 2014. ISBN 978-3-11-037382-0
- Herder und die Künste. Ästhetik, Kunsttheorie, Kunstgeschichte. Hg. zusammen mit Elisabeth Décultot. Winter. Heidelberg 2013. ISBN 978-3-8253-6132-7
- Kunst und Empfindung. Zur Genealogie einer kunsttheoretischen Fragestellung in Deutschland und Frankreich im 18. Jahrhundert. Hg. zusammen mit Elisabeth Décultot. Winter. Heidelberg 2012. ISBN 978-3-8253-5890-7
- Lexikon Literaturwissenschaft. Hundert Grundbegriffe. Hg. zusammen mit Christine Ruhrberg. Reclam. Stuttgart 2011. ISBN 978-3-15-010810-9
- Literaturwissenschaftliche Beiträge zur Generationsforschung. Wallstein. Göttingen 2010. ISBN 978-3-8353-0571-7
- Die Erfindung des Schriftstellers Thomas Mann. Hg. zusammen mit Michael Ansel und Hans-Edwin Friedrich. de Gruyter, Berlin, New York 2009. ISBN 978-3-11-020136-9
- Grenzen der Literatur. Zu Begriff und Phänomen des Literarischen. Hg. zusammen mit Simone Winko und Fotis Jannidis. de Gruyter. Berlin, New York 2009. ISBN 978-3-11-018930-8
- Die Rückseite der Haskala. Geschichte einer kleinen Aufklärung. Wallstein. Göttingen 2008. ISBN 978-3-8353-0345-4
- Das Erdbeben von Lissabon und der Katastrophendiskurs im 18. Jahrhundert. Hg. zusammen mit Thorsten Unger. Wallstein. Göttingen 2008, 2. Aufl. 2014. ISBN 978-3-8353-0267-9
- Exile, Science, and Bildung: The Contested Legacies of German Emigre Intellectuals. Ed. with David Kettler. Palgrave Macmillian. New York 2005. ISBN 978-1-4039-6843-2
- Regeln der Bedeutung. Zur Theorie der Bedeutung literarischer Texte. Hg. zusammen mit Fotis Jannidis, Matías Martínez und Simone Winko. de Gruyter. Berlin, New York 2003. ISBN 978-3-11-017558-5
- Rückkehr des Autors. Zur Erneuerung eines umstrittenen Begriffs. Hg. zusammen mit Fotis Jannidis, Matías Martínez und Simone Winko. Niemeyer. Tübingen 1999. ISBN 978-3-484-35071-7
- Die verspätete Revolution. Erich Kahler. Wissenschaftsgeschichte zwischen konservativer Revolution und Exil. de Gruyter. Berlin, New York 1995. ISBN 978-3-11-014397-3